# Kazanyi-székesegyház (Szentpétervár)
A Szentpétervár történelmi központjában lévő Nyevszkij proszpekten álló Kazanyi Miasszonyunk-székesegyház avagy az ismertebb rövid nevén Kazanyi-székesegyház Szentpétervár egyik kiemelkedő műemléke Oroszországban. Az orosz ortodox egyház egyik székesegyháza. A „Szentpétervár történelmi központja és a kapcsolódó műemlékegyüttesek” világörökségi helyszín része.